# Obatzda
Vous pouvez aider à l'améliorer ou bien discuter des problèmes sur sa page de discussion.
- Il ne cite pas suffisamment ses sources. Vous pouvez indiquer les passages à sourcer avec {{référence nécessaire}} ou {{Référence souhaitée}}, et inclure les références utiles en les liant aux notes de bas de page. (Marqué depuis mai 2021)
- Il contient une ou plusieurs listes. Le texte gagnerait à être rédigé sous la forme d’un ou plusieurs paragraphes synthétiques, afin d’être plus agréable à lire. (Marqué depuis mai 2021)

- Archive Wikiwix
- Bing
- Cairn
- DuckDuckGo
- E. Universalis
- Gallica
- Google
- G. Books
- G. News
- G. Scholar
- Persée
- Qwant
- (zh) Baidu
- (ru) Yandex
- (wd) trouver des œuvres sur Wikidata

L'Obatzda (également Obatzter ou Obazda, aussi connu en Suisse sous le nom de Gmanschter) est une préparation fromagère épicée de Bavière servie comme en-cas. En Franconie, on l'appelle Gerupfter ou Angemachter.
L'Obatzda d'origine était un recyclage de vieux restes de fromage, en particulier de camembert et d'autres fromages à pâte molle. Pour rendre le goût plus agréable, les fromages affinés ou surmûris sont mélangés avec du beurre et des épices, principalement du paprika et du carvi, et de l'oignon émincé. À partir de cette version traditionnelle, de nombreuses variantes ont été élaborées.
Connue depuis les années 1920 la recette la plus courante était faite avec du camembert affiné et brassé très intimement avec du beurre, en ajoutant de l'oignon haché finement, parfois un peu de sel, du poivre, beaucoup de paprika, du carvi et un peu de bière de froment, travaillé en une crème. Pour les versions plus fortes, on choisit du limbourg ou du Romadur, et pour les variantes plus légères, on ajoute plus de fromage blanc (Quark) ou de fromage frais. Dans la Vieille-Bavière, la recette contient aussi de la bière et en Franconie du vin.
L'Obatzda est un mets typique des Biergarten où il est servi avec de la ciboulette fraîche, du pain de seigle, des bretzels ou des radis.